# Câu lạc bộ những kẻ mất ngủ
Câu lạc bộ những kẻ mất ngủ (Nhật: 君は放課後インソムニア Hepburn: Kimi wa Hōkago Insomunia) là một bộ truyện tranh Nhật Bản hài lãng mạn sáng tác bởi Ojiro Makoto. Truyện được đăng tải thường kỳ trên tạp chí Big Comic Spirits của nhà xuất bản Shogakukan từ tháng 5 năm 2019 đến tháng 8 năm 2023. Bộ truyện đã được Nhà xuất bản Kim Đồng phát hành tại Việt Nam. Loạt anime truyền hình chuyển thể từ truyện do Liden Films sản xuất lên sóng từ tháng 4 đến tháng 7 năm 2023. Một bộ phim điện ảnh live-action cũng dựa theo truyện ra mắt vào tháng 6 năm 2023.

## Nội dung
Câu chuyện lấy bối cảnh tại Nanao, Ishikawa, Nakami Ganta là một nam sinh cấp ba mắc chứng mất ngủ. Một ngày nọ, anh đến căn phòng quan sát thiên văn tại trường mình để đánh một giấc. Tại đó, Ganta gặp một cô gái có cùng chứng mất ngủ với anh là Magari Isaki. Cả hai nhanh chóng trở thành bạn thân và quyết định cộng tác với nhau để hồi sinh lại câu lạc bộ thiên văn học, vốn đã bị ngưng hoạt động từ lâu.

## Nhân vật
- Phần lồng tiếng liệt kê diễn viên lồng tiếng của phiên bản anime, phần đóng liệt kê diễn viên của phiên bản live-action.

Nakami Ganta (中見 丸太)
Lồng tiếng bởi: Satō Gen, đóng bởi: Daike Okudaira
Magari Isaki (曲 伊咲)
Lồng tiếng bởi: Tamura Konomi, đóng bởi: Mori Nana
Shiromaru Yui (白丸 結)
Lồng tiếng bởi: Tomatsu Haruka, đóng bởi: Hagiwara Minori
Ukegawa Tao (受川 太鳳)
Lồng tiếng bởi: Yamashita Seiichiro, đóng bởi: Kamimura Kaisei
Kanikawa Motoko (蟹川 モトコ)
Lồng tiếng bởi: Lynn, đóng bởi: Nagase Rico
Anamizu Kanami (穴水 かなみ)
Lồng tiếng bởi: Natsumi Fujiwara, đóng bởi: Anzai Seira
Nono Mina (野々 三奈)
Lồng tiếng bởi: Morohoshi Sumire, đóng bởi: Kawasaki Honoka
Kurashiki Usako (倉敷 兎子)
Lồng tiếng bởi: Noto Mamiko, đóng bởi: Sakurai Yuki
Haida Rui (灰田 塁)
Lồng tiếng bởi: Karino Shō

## Truyền thông

### Manga

#### Danh sách tập truyện
| #  | Phát hành tiếng Nhật | Phát hành tiếng Nhật | Phát hành tiếng Việt | Phát hành tiếng Việt |
| #  | Ngày phát hành       | ISBN                 | Ngày phát hành       | ISBN                 |
| -- | -------------------- | -------------------- | -------------------- | -------------------- |
| 1  | 12 tháng 9 năm 2019  | 978-4-09-860395-4    | 19 tháng 4 năm 2024  | 978-604-2-37324-1    |
| 2  | 12 tháng 12 năm 2019 | 978-4-09-860457-9    |                      |                      |
| 3  | 10 tháng 4 nâm 2020  | 978-4-09-860573-6    |                      |                      |
| 4  | 7 tháng 8 năm 2020   | 978-4-09-860692-4    |                      |                      |
| 5  | 11 tháng 12 năm 2020 | 978-4-09-860781-5    |                      |                      |
| 6  | 12 tháng 4 năm 2021  | 978-4-09-860879-9    |                      |                      |
| 7  | 29 tháng 10 năm 2021 | 978-4-09-861142-3    |                      |                      |
| 8  | 12 tháng 1 năm 2022  | 978-4-09-861215-4    |                      |                      |
| 9  | 10 tháng 6 năm 2022  | 978-4-09-861314-4    |                      |                      |
| 10 | 12 tháng 9 năm 2022  | 978-4-09-861428-8    |                      |                      |
| 11 | 12 tháng 1 năm 2023  | 978-4-09-861499-8    |                      |                      |
| 12 | 6 tháng 4 năm 2023   | 978-4-09-861613-8    |                      |                      |
| 13 | 12 tháng 6 năm 2023  | 978-4-09-861721-0    |                      |                      |
| 14 | 12 tháng 10 năm 2023 | 978-4-09-862536-9    |                      |                      |

### Anime và phim live-action
Anime và phim điện ảnh live-action được công bố vào tháng 1 năm 2022.
Hãng phim Liden Films đảm nhận sản xuất anime, đạo diễn là Ikeda Yūki, Ikeda Rintarō biên soạn kich bản, Fukuda Yuki phụ trách thiết kế nhân vật và Hayashi Yūki đóng góp nhạc nền. Anime lên sóng từ ngày 11 tháng 4 năm 2023 trên TV Tokyo và các kênh truyền hình Nhật Bản khác. aiko thể hiện ca khúc chủ đề đầu phim là "Itsu aetara" (いつ逢えたら), Homecomings trình bày ca khúc chủ đề cuối phim "Lapse" (ラプス Rapusu).
Bộ phim live-action do Ikeda Chihiro đạo diễn, sản xuất bởi hãng phim United Productions và phân phối bởi Pony Canyon. Ca khúc chủ đề là "Yoake no Kimi e" (夜明けの君へ) trình bày bởi TOMOO. Phim bắt đầu công chiếu vào 23 tháng 6 năm 2023.

#### Danh sách tập phim
| TT. | Tiêu đề                                                                                        | Đạo diễn                   | Biên kịch     | Kịch bản        | Ngày phát hành gốc  |
| --- | ---------------------------------------------------------------------------------------------- | -------------------------- | ------------- | --------------- | ------------------- |
| 1   | "Notoboshi" (tiếng Nhật: 能登星)                                                               | Ikeda Yūki                 | Ikeda Rintarō | Ikeda Yūki      | 11 tháng 4 năm 2023 |
| 2   | "Neko no Meboshi" (tiếng Nhật: 猫の⽬星)                                                       | Mamori Taisuke             | Ikeda Rintarō | Akiyama Tomoko  | 18 tháng 4 năm 2023 |
| 3   | "Hitotsu Boshisan -Fuōmaruhauto-" (tiếng Nhật: ⼀つ星さん フオーマルハウト)                    | Matsui Fumihiro            | Ikeda Rintarō | Ikeda Yūki      | 25 tháng 4 năm 2023 |
| 4   | "Amatsu Mikahoshi -Kanaboshi-" (tiếng Nhật: 天津甕星 金星)                                     | Ogiwara Rokō               | Ikeda Rintarō | TBA             | 2 tháng 5 năm 2023  |
| 5   | "Tobiagari Hoshi -Riyūkotsuhoshi Kanōpusu-" (tiếng Nhật: ⾶び上がり星 りゅうこつ星 力ノープス) | Shinozaki Yasuyuki         | Ikeda Rintarō | TBA             | 9 tháng 5 năm 2023  |
| 6   | "Hashiriboshi -Ryūsei-" (tiếng Nhật: 走り星 流星)                                              | Mamoru Taisuke             | Ikeda Rintarō | TBA             | 16 tháng 5 năm 2023 |
| 7   | "Hanabiboshi -Pureadesu Hoshi-" (tiếng Nhật: 花⽕星 プレアデス星团)                            | Fujishiro Kazuya           | Ikeda Rintarō | TBA             | 23 tháng 5 năm 2023 |
| 8   | "Atsumariboshi -Pureadesu Hoshi-" (tiếng Nhật: 集まり星 プレアデス星团)                        | Handa Daiki                | Ikeda Rintarō | Shimizu Satoshi | 30 tháng 5 năm 2023 |
| 9   | "Hoshiai -Arutairu・Bega-" (tiếng Nhật: 星合 アルタイル・ベガ)                                 | Ogiwara Rokō               | Ikeda Rintarō | Itō Yūichi      | 6 tháng 6 năm 2023  |
| 10  | "Anehanboshi -Otomeza Supica-" (tiếng Nhật: 姉はん星 乙女座スピ力)                             | Yokote Sōta                | Ikeda Rintarō | TBA             | 13 tháng 6 năm 2023 |
| 11  | "Yoake no Ichibanboshi -Pureadesu Hoshi-" (tiếng Nhật: 夜明けの⼀番星 プレアデス星团)          | Araki Kazunari             | Ikeda Rintarō | TBA             | 20 tháng 6 năm 2023 |
| 12  | "Mayoiboshi -Wakusei-" (tiếng Nhật: 迷い星 惑星)                                               | Toba Satoshi               | Ikeda Rintarō | TBA             | 27 tháng 6 năm 2023 |
| 13  | "Saikoboshi -Metotsuera-" (tiếng Nhật: 最古の星 メトツエラ)                                    | Ikeda Yūki Yamada Kayonaka | Ikeda Rintarō | TBA             | 4 tháng 7 năm 2023  |